# わが町 (テレビドラマ)
『わが町』（わがまち）は、1992年から1998年まで日本テレビ系「火曜サスペンス劇場」で放送された刑事ドラマシリーズ。全10回。主演は渡辺謙。
1話完結型式で放送された刑事物のサスペンスドラマである。
原作はエド・マクベインの『87分署シリーズ』。設定を日本の東京都心に程近いながらも庶民的な町・月島とし、原作のストーリーを生かしつつも折々の日本の世相・社会問題などを盛り込んだ内容に構成されている。

## キャスト
役名に続く（）は、元になったキャラクター。

### 西月島警察署
森田吾郎（スティーブ・キャレラ二級刑事）
演 - 渡辺謙
刑事課刑事。階級は巡査部長。第1作時点では31歳。愛称は「ゴロー」。妻・繭と息子・太郎がいる。
正義感が強く、妻と子供を心から愛する家庭人である。
黒土朝男（アーサー・ブラウン二級刑事）
演 - 佐藤B作（第1作・第3作 - 第7作・第9作 - 第10作）
刑事課刑事。階級は警部補。第1作時点で39歳。愛称は「クロ（さん）」。
妻・千晶がいるも浮気を繰り返し、第8作では逆に浮気をされてしまう。第4作にて浮気相手が殺人事件の被害者となり、それでも懲りず、様々な女性と浮気を繰り返し（第9作では7人目だと妻から暴露される）、結果、妻と離婚するハメになった。
酒が苦手であまり飲めない。
第2作、第8作には未登場。
向井春雄（ハル・ウィリス三級刑事）
演 - 平田満（第1作・第3作・第5作 - 第10作）
刑事課刑事。階級は巡査部長。第1作時で35歳。独身。
自らの勘や哲学による捜査にこだわるタイプのため、綿貫ら同僚から反感を買うことが多い。
女性は好きなのだが、子供の頃に母親に捨てられた過去があり、完全に信用できずにいる。
緊急時にも対応できるよう、捜査へ出る際には必ず拳銃を携帯している（第7作では止むを得ず栗山の足を撃ち、以降、その事をかなり気にしている）。本庁に勤務している頃、アメリカへ研修に行ったことがある。
第2作、第4作には未登場。
栗山隼人（バート・クリング三級刑事）
演 - 川野太郎（第1作 - 第3作・第5作 - 第10作）
刑事課刑事。階級は巡査部長。第1作時点で28歳。愛称は「クリ」。独身。
恋人が爆破事故に巻き込まれて亡くなり、その事に関連した第7作では止むを得ず向井に足を撃たれた。
コーヒーの味に凝るタイプ。
第4作には未登場。
綿貫勝（コットン・ホース二級刑事）
演 - 松井範雄
刑事課刑事。階級は警部補。第1作時は44歳。愛称は「ヌキ」。
時々口を滑らせて余計なことを言ってしまう。また、怒りやすい面があり、時にそれが災いとなることもある。
当初は向井に反発することが多かった。
坂東清文（ピーター・バーンズ警部）
演 - 勝部演之
刑事課課長。階級は警部。第1作時は53歳。表向きは捜査の形式に筋を通すが、本当は部下の勘を信じている。
長年の経験から、部下にアドバイスなどを送ることもある。
鳴海成巳（マイヤー・マイヤー二級刑事）
演 - 蟹江敬三
刑事課刑事。階級は警部補。愛称は「鳴さん」。第1作時は44歳。妻と娘が2人、息子が1人いる。娘の由加（第6作の地点で中学2年、第8作では高校生）が登校拒否や家出をしていたが、第10作で戻ってきた。
かつて、墨田署に在籍していた。

### 警察関係者の親族
森田繭（テディ・キャレラ）
演 - 有森也実
吾郎の妻。旧姓は「小林」。第1作時は26歳。生まれつき耳が不自由なため、吾郎とは手話で会話している。
黒土千晶
演 - 佐藤直子（第1作・第3作・第4作・第9作）
黒土の妻。第4作では事件の容疑をかけられてしまう。夫が浮気をよくするため、夫婦仲は既に冷めていて、その後、離婚を決意する。
小林トシ
演 - 橋本菊子（第1作・第2作・第10作）
繭と若菜の祖母。
森田太郎
演 - 清水颯月（第8作 - 第10作）
吾郎と繭の息子。
鳴海睦子（サラ・マイヤー）
演 - 立石凉子（第1作・第2作・第10作）
鳴海の妻。昔、夫に「東京タワーで結婚披露宴をやろう」と言われた事があるのを第10作で暴露している。
小林ノブ
演 - 春川ますみ（第1作 - 第3作・第6作・第10作）
繭の母。惣菜屋を営む。第10作で長い間家を離れていたもう一人の娘・若菜が戻ってくるも、結婚相手を連れてきたため、一時困惑する。家は森田家の向かいにある。

### ゲスト
第1作「警察爆破を狙う逆恨みの女の狂気と執念」（1992年）
- 横山美浦（斉藤の恋人） - 根岸季衣
- 森亜樹（カーレーサー） - 黒田福美
- 森英明（亜樹の兄） - 藤田宗久
- 斉藤和夫（森の運転手） - 後藤哲夫
- 森（会社社長・亜樹の父） - 高杉哲平
- 森正治（亜樹の弟） - 佐藤幸雄

第2作「殺人容疑の女と中年刑事の禁じられた恋」（1993年）
- 大河原定次（銀行の支店長） - 西沢利明
- 川端弘明（大病院の院長） - 瀬下和久
- 毛利勇一（パチンコ店のオーナー） - 江藤漢
- 平井（奥多摩北警察署 刑事） - 丸岡奨詞
- 高野徹（漁師） - 草野裕
- 大木美佳（相田の愛人） - 美保純
- 野焼きの女 - 西初恵
- 平野稔、益富信孝

第3作「「たか子を殺す」警察に届いた不敵な挑戦状」（1993年）
- 立石和夫（水産会社社員） - 西川忠志
- 立石孝子（シャンソン歌手・和夫の母） - 冨士眞奈美
- ばあさん - 菅井きん
- 刑事 - 石井洋祐
- 尾関孝子 - 水木薫
- 医師 - 佐々木敏
- 杉山努（警官・森田の友人） - 安藤一夫
- 佐藤健太、海野けい子、阪上和子、山下真広

第4作「悪女? 愛人? 聖女? 殺された女の本当の顔」（1994年）
- 真鍋倫子（真鍋の妻） - 左時枝
- 一ノ瀬朝子（東西新聞社社会部 記者） - 大寶智子
- 水木悟（盲目のサックス奏者・隆子の友人） - 井田州彦
- 真鍋公二（MANABE酒販 社長） - 北村総一朗
- 東繁子（直行の母） - 谷口香
- 東直行（隆子の元夫） - 浅野和之
- 荒木ひろ美（真鍋の愛人） - 泉本のり子
- 新谷隆子（MANABE酒販 社員・黒土の愛人） - 大野ゆり

第5作「勝てば天国負ければ地獄! 幼児誘拐犯VS刑事達」（1994年）
- 浅倉（浅倉精工 社長） - 綿引勝彦
- 浅倉（浅倉の妻） - 松本留美
- 速水律子 - 川上麻衣子
- 白井 - 中丸新将
- バスガイド - 川俣しのぶ
- バスの客 - 片岡富枝
- 財前（本庁警部） - 伊藤敏八
- 寺島（巡査） - 音無真喜子
- 久保（浅倉精工社長付き運転手） - 斉藤暁
- 杉田（刑事） - 石田登星
- 和泉史郎、相馬剛三、森下哲夫、木村良平

第6作「命を粗末にする超ムカつく若者たちの理由なき犯罪」（1995年）
- 関本孝男（大学院生） - 馬野裕朗
- 田口 - 毛利賢一
- 宏美 - 椎名ルミ
- 君塚美紀子 - 松本南美
- 君塚（美紀子の母） - 阪上和子
- 菅正幸（スポーツクラブ経営者） - 鳥木博
- 菅（菅の妻） - 水木薫
- 坂井 - 渡辺穣
- 坂井みどり - 光宗美緒
- 坂井（坂井の母） - 柳川慶子
- 那須佐代子

第7作「日本語学校の教師、風俗の女、恐喝者―爆殺された刑事の恋人は複数の顔を持つ女」（1996年）
- 沖津久美（日本語教室教師・栗山の恋人） - 海野けい子
- 磐田怜子（ヘルス嬢・家出中） - 今村恵子
- 日高アキ（バンドのボーカル） - 椎名ルミ
- 磐田泰子（怜子の母） - 高林由紀子
- 本庁刑事 - 志水正義、壇臣幸、植村喜八郎、吉満涼太、青木勇二
- 水野（警視庁捜査一課長） - 立川三貴
- 浜田晃、川合伸旺、斎藤清六、大城英司、菅沼いつみ、廣田行生、重松収、森下哲夫

第8作「OLバラバラ殺人事件、孤独な現代人のSOSが聞こえる」（1997年）
- 片桐美和（城北工業大学 研究員） - 久野真紀子
- 赤沢勉（城北工業大学 研究員） - 柄沢次郎
- 岡村映子（岡村の妻） - 元井須美子
- 岡村勝弘（赤沢の同級生） - 吉見一豊
- 前川（純子の母） - 服部妙子
- 管理人 - 五十嵐美恵子
- 前川純子（スナックのホステス・元OL） - 中込佐知子
- 大島蓉子、遠藤征慈

第9作「妻殺しをたくらむ夫の眼前で妻がレイプ―大都会の闇にうごめく悪の連鎖」（1997年）
- 永嶋（墨田南警察署 刑事） - 草薙良一
- 松井（墨田南警察署 刑事） - 中原丈雄
- 七瀬（暴力団員） - 中西良太
- 戸部浩次（連続レイプ犯） - 倉崎青児
- 古池紗耶（古池の妻） - 竹井みどり
- 浜野弘文（弁護士） - 国広富之
- 古池潤三（ゴルフ場会社の経営者） - 田中隆三
- 墨田南警察署 刑事課長 - 山野史人
- 村松奈々子（順子の同窓生） - 高畑淳子
- 浜野順子（浜野の妻） - 姿晴香
- 上杉二美、小林正寛

第10作「結婚祝いで届いた毒グモは8年前に急死した男からの贈り物」（1998年）
- 小林若菜（繭の妹） - 長谷川真弓
- 富川光俊（富川製作所 経営者・元アメフト全日本選手・若菜の婚約者） - 井上智之
- 石崎京子（製薬会社研究員・元アメフト部マネージャー） - 麻生侑里
- 神島雄一（富川のチームメイト） - 円谷浩
- 立花誠（富川のチームメイト・8年前 練習中に死亡） - 筒井巧
- 高島満夫 - 斉藤暁
- 今井圭介（若菜の幼馴染で同級生） - 佐藤健太
- 西凛太朗、阪上和子

## スタッフ
- 原作 - エド・マクベイン
- 企画 - 長富忠裕（日本テレビ）
- 脚本 - 鎌田敏夫
- 音楽 - 福井峻、大谷和夫、丸谷晴彦
- 監督 - 吉川一義（第1作・第3作・第6作 - 第10作）、森﨑東（第2作）、木下亮（第4作）、出目昌伸（第5作）
- ナレーター - 石原良（第1作）、益富信孝（第2作・第5作）、湯浅実（第3作・第4作・第6作 - 第8作・第10作）
各回のオープニングとエンディングにはナレーションが入る。
- 手話指導 - 全日本ろうあ連盟
- 現像・テレシネ - 東京現像所
- プロデューサー - 長富忠裕（日本テレビ）、赤司学文、石川好弘（近代映画協会 → オセロット）
- 制作 - 日本テレビ
- 製作著作 - 近代映画協会（第1作 - 第5作）、オセロット（第6作 - 第10作）

## 放送日程
| 話数 | 放送日         | サブタイトル                                                               | 原作                     | 脚本     | 監督     | 視聴率 |
| ---- | -------------- | -------------------------------------------------------------------------- | ------------------------ | -------- | -------- | ------ |
| 1    | 1992年10月13日 | 警察爆破を狙う逆恨みの女の狂気と執念                                       | 「殺意の楔」             | 鎌田敏夫 | 吉川一義 | 19.6%  |
| 2    | 1993年05月04日 | 殺人容疑の女と中年刑事の禁じられた恋                                       | 「殺しの報酬」           | 鎌田敏夫 | 森崎東   | 20.1%  |
| 3    | 10月12日       | 「たか子を殺す」警察に届いた不敵な挑戦状                                   | 「レディ・キラー」       | 鎌田敏夫 | 吉川一義 | 16.3%  |
| 4    | 1994年03月22日 | 悪女? 愛人? 聖女? 殺された女の本当の顔                                     | 「被害者の顔」           | 鎌田敏夫 | 木下亮   | 20.5%  |
| 5    | 10月04日       | 勝てば天国負ければ地獄! 幼児誘拐犯VS刑事達                                 | 「キングの身代金」       | 鎌田敏夫 | 出目昌伸 | 15.5%  |
| 6    | 1995年10月31日 | 命を粗末にする超ムカつく若者たちの理由なき犯罪                             | 「たとえば、愛」         | 鎌田敏夫 | 吉川一義 | 17.4%  |
| 7    | 1996年10月22日 | 日本語学校の教師、風俗の女、 恐喝者―爆殺された刑事の恋人は複数の顔を持つ女 | 「クレアが死んでいる」   | 鎌田敏夫 | 吉川一義 | 18.6%  |
| 8    | 1997年04月01日 | OLバラバラ殺人事件、孤独な現代人のSOSが聞こえる                            | 「大いなる手がかり」     | 鎌田敏夫 | 吉川一義 | 17.4%  |
| 9    | 10月14日       | 妻殺しをたくらむ夫の眼前で妻がレイプ― 大都会の闇にうごめく悪の連鎖         | 「サディーが死んだとき」 | 鎌田敏夫 | 吉川一義 | 16.8%  |
| 10   | 1998年03月17日 | 結婚祝いで届いた毒グモは8年前に急死した男からの贈り物                      | 「死が二人を」           | 鎌田敏夫 | 吉川一義 | 15.6%  |

- 視聴率はビデオリサーチ調べ、関東地区・世帯

## 設定
- 生まれつき聴覚障害を持つ吾郎の妻・繭は、自分から言葉で話すことは殆ど出来ないが、相手の話している事は口の動きを読み取ってかなり理解でき、吾郎や繭の母・ノブは手話と口話を交えてごく自然に繭と話している。手話だけでの会話場面もあるが、相当なスピードでやり取りされ、内容は字幕で表示される。本作放映とほぼ同時期に聴覚障害者を主人公にしたドラマが何作品か放映されたが、それらの作品で用いられる手話の内容を相手がいちいち読み上げるといったわざとらしい演出とは違い、本作ではリアルで自然なものになっている。
- 舞台として月島が選ばれた理由は、原作におけるアイソラのモデルであるニューヨークでは警察官は勤務地に居住して「自分の住む街を自分で守る」というスタイルとなっている事を考慮し、そういった描写が原作の描くドラマと共に可能な街というイメージを脚本の鎌田やプロデューサー陣が見出したという理由からである[注 3]。

## エピソード
- 原作の映像化権の多くが『刑事コロンボ』（の製作者）に押さえられているため、映像化できるエピソードの選出には苦労しているとの事である[注 4]。
- 劇中で花火大会をバックにしたシーンが登場したことがあり、その映像を観たマクベインから「こんなにお金を使って撮れるなら、もっとロイヤリティを払ってくれればいいのに」と冗談めかして言われたが、実はそのシーンは撮影期間中に実際の花火大会が開催されることを利用してゲリラ撮影されたものであった[注 4]。
- 第1作時の西月島署「刑事課」のセットは東映東京撮影所内にあった「はぐれ刑事純情派」（東映・テレビ朝日作品）の山手中央署「刑事課」のセットを流用し、小道具等の装飾を変えて撮影されているが、第2作目以降は外部ロケによる撮影。